# Gelena Martselievna Velikanova
Gelena Martselievna Velikanova (tiếng Nga: Гелена Марцелиевна Великановна, 27 tháng 2 năm 1923 - 10 tháng 11 năm 1998) là một nghệ sĩ biểu diễn nhạc đại chúng truyền thống của Liên Xô, nổi tiếng trong những thập niên 1950 và 1960, được nhớ đến nhiều qua bài hát "Bông huệ tây của thung lũng" ("Landyshi") năm 1959. Bà được phong tặng danh hiệu Nghệ sĩ Nhân dân Nga vào năm 1992. Velikanova từng bị mất giọng vì điều kiện chăm sóc y tế yếu kém và phải ngừng biểu diễn. Bà mất năm 1998, chỉ hai giờ đồng hồ trước buổi biểu diễn chia tay thính giả tại thủ đô Moskva.

## Tiểu sử
Gelena Velikanova sinh tại Moskva, có cả cha lẫn mẹ đều đến từ Ba Lan. Người cha là Marceli Welikanis mang nửa dòng máu người Litva. Bà tốt nghiệp trường cấp hai năm 1941 nhưng phải từ bỏ kế hoạch ghi danh vào trường âm nhạc do Thế chiến II bùng nổ khiến gia đình sơ tán đến Tomsk. Năm 1944, Gelena trở về Moskva, nhập học Trường đại học âm nhạc Glazunov. Sau khi tốt nghiệp, bà tiếp tục việc học của mình tại khoa ''estrada'' (nhạc đại chúng truyền thống) của Xưởng sản xuất Trường sân khấu nghệ thuật Moskva.
Năm 1948, Gelena Velikanova lần đầu ra mắt công chúng trong vai trò ca sĩ chuyên nghiệp. Năm 1950, bà bắt đầu biểu diễn thường xuyên trong vai trò thành viên Mosconcert. Không lâu sau, bà chuyển sang hát các ca khúc chứa hàm lượng nghệ thuật cao hơn, như những bài hát có lời dựa theo thơ của Sergei Esenin và Novella Matveyeva. Hành trình âm nhạc của Velikanova chịu ảnh hưởng từ người chồng là nhà thơ Nikolai Dorizo. Vào năm 1969, Gelena Velikanova được phong tặng danh hiệu Nghệ sĩ ưu tú CHXHCN Xô Viết Liên bang Nga. Không lâu sau này bà bị mất giọng hát với những âm sắc trong trẻo như pha lê do sự yếu kém về chăm sóc y tế đương thời. Giai đoạn 1986-1996, bà giảng dạy tại Đại học Gnesin và Học viện Nghệ thuật sân khấu Nga.
Giữa thập niên 1990, Velikanova tỏ ra thích thú khi công chúng dành sự quan tâm trở lại đối với di sản âm nhạc của bà. Vào ngày 16 tháng 4 năm 1998, người ta cho đặt Ngôi sao Velikanova tại quảng trường Nhà hát thính phòng Rossiya. Ngày 10 tháng 11 năm 1998, theo kế hoạch nữ ca sĩ sẽ tổ chức buổi hòa nhạc chia tay thính giả tại Tòa nhà Diễn viên Moskva. Tuy nhiên, bà đã qua đời tại nhà chỉ hai giờ đồng hồ trước khi chương trình bắt đầu. Mộ phần của bà được đặt tại Nghĩa trang Vagankovskoye, Moskva.